# 勝田統括センター
勝田統括センター（かつたとうかつセンター）は、東日本旅客鉄道（JR東日本）水戸支社の駅・運転士・車掌を所管する組織である。
2024年10月1日に勝田営業統括センター、勝田運輸区を統合して発足。

## 所管

### 駅
- 勝田駅 - 所長所在駅
- 佐和駅★
- 東海駅★
- 大甕駅★
- 常陸多賀駅★
- 日立駅
- 小木津駅★
- 十王駅★
- 高萩駅
- 南中郷駅★
- 磯原駅★
- 大津港駅★

★: JR東日本ステーションサービスに業務委託　

### 乗務員
- 勝田駅構内に設置（旧勝田運輸区）
- 担当線区（運転士・車掌）
  - 常磐線（上野東京ライン）：品川 - いわき
  - 水戸線：友部 - 小山
  - 武蔵野線：南流山 - 西船橋（臨時列車）
  - 京葉線：西船橋 - 東京（臨時列車）

## 歴史
- 2022年10月1日 - 勝田営業統括センター（勝田、日立、高萩各駅の統合）が発足。
- 2024年10月1日 - 勝田営業統括センターに、勝田運輸区を統合し、勝田統括センター発足。勝田営業統括センター、勝田運輸区を廃止する。

| スタブアイコン | サブスタブ | この項目は、まだ閲覧者の調べものの参照としては役立たない、鉄道に関連した書きかけの項目です。この項目を加筆・訂正などしてくださる協力者を求めています（P:鉄道/PJ:鉄道）。 |